# Cnesia ornata
Cnesia ornata är en tvåvingeart som beskrevs av Peter Wolfgang Wygodzinsky och Coscaron 1973. Cnesia ornata ingår i släktet Cnesia och familjen knott. Inga underarter finns listade i Catalogue of Life.